# Timișoara (ziar)
Timișoara este primul ziar privat înființat după Revoluția din 1989, la Timișoara, în ianuarie 1990, prin preluarea ziarului „Luptătorul bănățean”, denumire atribuită la Revoluție fostului oficios al PCR Timiș, „Drapelul roșu” care în noua ipostază a îndeplinit rolul de organ de presă al Societății Timișoara.
Primul număr al ziarului Timișoara a apărut pe piață la 23 ianuarie 1990, tipărit în peste 50.000 de exemplare care se distribuiau în toată Timișoara. Inițial, redacția acestui prim ziar liber din România a fost în clădirea care astăzi adăpostește Consiliul Județean și Prefectura Timiș.
Ziarul, cu subtitlul ziarul spiritului timișorean, este o publicație independentă de opinie și informație care luptă consecvent pentru instaurarea unui stat de drept în România și care a continuat neîntrerupt ediția tipărită a ziarului.
Din 1995, de când l-a preluat, ziarul Timișoara a fost proprietatea omului de afaceri Oscar Berger, până la decesul său, petrecut la 23 august 2013, și a apărut într-un tiraj limitat, de trei ori pe săptămână.